# Mixmag
Mixmag és una revista dedicada a la música dance anglesa.

## Història
El primer número de Mixmag es va publicar l'1 de febrer de 1983 com una revista impresa en blanc i negre de 16 pàgines editada per Disco Mix Club. La primera portada estava dedicada al grup de música estatunidenc Shalamar. Quan la música house va començar a la dècada de 1980, l'editor i punxadiscos Dave Seaman va transformar la revista d'un butlletí per a DJ en una revista que cobria la cultura de clubs. Mixmag, en associació amb la seva editorial original, DMC Publishing, va editar una sèrie de CD amb el títol de Mixmag Live. La revista, que va arribar a una tirada de fins a 70.000 exemplars, es va vendre més endavant a EMAP Ltd. a mitjans de la dècada de 1990.
El 1996 es va publicar una versió nord-americana titulada Mixmag USA. que va ser rebatejada com a Mixer, després que l'edició anglesa de Mixmag fos venuda a EMAP, i va deixar de publicar-se el 2003. Després d'una caiguda de vendes el 2003, Mixmag va ser adquirida per Development Hell, el 2005. El 2007 Nick DeCosemo es va convertir en editor, Duncan Dick ho va ser a partir de l'abril de 2015 i Patrick Hinton de l'agost de 2022. El 2012, The Guardian va col·laborar amb Mixmag en una enquesta sobre els hàbits de consum de drogues britànics.
La revista va finalitzar la seva edició impresa l'abril del 2020 durant la pandèmia de la COVID-19 i, a partir del 2025, només està disponible en línia. Mixmag és propietat de Wasted Talent Ltd, una empresa que va canviar el seu nom a Mixmag Media Ltd el maig de 2017.